# Abdul Kader Keïta
Abdul Kader Keïta (Abidjan, 6 agosto 1981) è un ex calciatore ivoriano, di ruolo centrocampista.
È fratello di Fadel Keïta, anch'egli calciatore.

## Carriera

### Club
Iniziò la carriera nell'Africa Sports National, per poi trasferirsi in Tunisia, all'Étoile Sportive du Sahel. Dopo le esperienze negli Emirati Arabi Uniti con l'Al-Ain e in Qatar con l'Al-Sadd, si trasferì al Lilla, squadra di Ligue 1, nel 2005.
Il 31 maggio 2007 il presidente del Lione, Jean-Michel Aulas, dichiara di aver fatto un'offerta al Lilla per Keita e il compagno di squadra Mathieu Bodmer. Il 14 giugno 2007 il Lione rivela che sia Keita che Bodmer hanno passato le visite mediche e il 16 giugno 2007 viene annunciato ufficialmente il suo acquisto per 18,5 milioni di euro. Inizialmente doveva indossare il numero 9 ma, per un cambio di numero (dall'11 al 9) del compagno Fred, prende il 32; successivamente cambia ancora maglia passando al 23 dopo la partenza di Jérémy Berthod.
Il 2 luglio 2009 il Galatasaray annuncia l'ingaggio del centrocampista offensivo dal Lione, siglando un contratto triennale. Segna il suo primo gol con la squadra turca al 5º minuto della partita di qualificazione per l'Europa League contro il Maccabi Netanya. Il 12 dicembre segna nella vittoria per 3-2 sull'Antalyaspor. Il 18 febbraio 2010 segna il gol dell'1-1 contro l'Atlético Madrid in Europa League, nella gara di ritorno segna ancora il gol dell'1-1, ma il Galatasaray non riesce a qualificarsi. Il 28 febbraio segna due gol nella vittoria per 4-1 sul Kasimpasa, uno dei quali al volo appena dentro l'area di rigore. Nella vittoria per 3-0 sull'Ankaragücü ha segnato un gol e ha distribuito un assist. L'11 aprile 2010 ha distribuito due assist a Milan Baroš nella vittoria per 4-1 sul Diyarbakırspor. Una settimana più tardi ha segnato un gol nella vittoria per 3-1 sul Manisaspor.
Il 6 luglio 2010 la squadra turca annuncia di aver ceduto il giocatore a titolo definitivo, per una cifra vicina agli otto milioni di euro, ai qatarioti dell'Al-Sadd, presso cui Keita aveva già militato anni prima. Il 19 ottobre 2011 rimane coinvolto in una rissa scoppiata nella semifinale di andata di AFC Champions League tra Al-Sadd e Suwon Samsung Bluewings: il giocatore del Bluewigs Choi Sung-Hwan ha inavvertitamente ricevuto dei calci in testa da un difensore dell'Al-Sadd. Mentre Choi veniva soccorso dai medici Keita ha passato velocemente la palla al compagno di squadra Mamadou Niang mentre la difesa del Bluewigs, pensando che gli sarebbe stato restituito il possesso secondo le regole del fair play FIFA, rimane ferma; Niang attraversa in corsa tutta la metà campo avversaria e, dopo aver superato il portiere avversario, spinge la palla in rete firmando il 2-0 per l'Al-Sadd. Il caos viene ulteriormente incrementato dall'invasione di un tifoso del Bluewigs; durante la rissa Keita riceve un cartellino rosso, presumibilmente per aver inseguito il tifoso, averlo schiaffeggiato dietro alla testa e averlo preso per il collo. Il compagno di squadra Lee Jung-Soo ha poi dichiarato che Keita si era scusato per aver passato la palla a Niang e aveva ammesso di aver sbagliato. L'allenatore dell'Al-Sadd, Jorge Fossati, ha inoltre dichiarato che la squadra era stata infastidita dal fatto che i giocatori del Bluewigs non avevano subito messo fuori la palla e aveva quindi deciso di far ripartire l'azione. Keita è stato inoltre squalificato per la gara di ritorno.

### Nazionale
Con la Costa d'Avorio ha esordito nel 2000 e ha partecipato al campionato del mondo 2006 in Germania e al campionato del mondo 2010 in Sudafrica.

## Palmarès

### Competizioni nazionali
- Campionato emiratino: 1

Al-Ain: 2001-2002
- Campionato qatariota: 1

Al-Sadd: 2003-2004
- Coppa dell'Emiro del Qatar: 2

Al-Sadd: 2003, 2005
- Coppe dell'Erede: 1

Al-Sadd: 2003
- Campionato francese: 1

Lione: 2007-2008
- Coppa di Francia: 1

Lione: 2007-2008
- Supercoppa francese: 1

Lione: 2007

### Competizioni internazionali
- AFC Champions League: 1

Al-Sadd: 2011
- Coppa delle Coppe d'Africa: 1

Africa Sports: 1999